# Ataxia cylindrica
Ataxia cylindrica là một loài bọ cánh cứng trong họ Cerambycidae.